# John Patrick Doyle
John Patrick Doyle (* 14. September 1930 in Boston; † 2. Juli 2016) war ein US-amerikanischer Philosoph.

## Leben
Er wurde in Boston als Sohn der irischen Einwanderer John Joseph und Margaret Gertrude (geborene Donovan) Doyle geboren. Nach seinem AB am St. Mary’s Seminary in Baltimore und anschließend zwei Jahren aktivem Dienst in der US Army, gefolgt von seinem MA am Boston College und seiner Promotion an der University of Toronto, kam er 1967 an die Saint Louis University, wo er bis zu seiner Emeritierung 2007 Philosophie lehrte.
Schwerpunkte seiner Forschungen waren die spätmittelalterliche Philosophie sowie Studien zu Francisco Suárez.